# Olympische Sommerspiele 2020/Teilnehmer (Südkorea)
| Gelbes Symbol für Goldmedaillen mit stilisierten Olympischen Ringen | Graues Symbol für Silbermedaillen mit stilisierten Olympischen Ringen | Braundes Symbol für Bronzemedaillen mit stilisierten Olympischen Ringen |
| ------------------------------------------------------------------- | --------------------------------------------------------------------- | ----------------------------------------------------------------------- |
| 6                                                                   | 4                                                                     | 10                                                                      |

Südkorea nahm an den Olympischen Spielen 2020 in Tokio mit 237 Sportler in 30 Sportarten teil. Es war die insgesamt 19. Teilnahme an Olympischen Sommerspielen.

## Teilnehmer nach Sportarten

### Badminton
| Athleten                    | Wettbewerb | Gruppenphase                    | Gruppenphase              | Gruppenphase | Gruppenphase | Achtelfinale     | Achtelfinale       | Viertelfinale              | Viertelfinale             | Halbfinale           | Halbfinale         | Finale                 | Finale             | Rang   |
| Athleten                    | Wettbewerb | Gegner                          | Ergebnis                  | Punkte       | Rang         | Gegner           | Ergebnis           | Gegner                     | Ergebnis                  | Gegner               | Ergebnis           | Gegner                 | Ergebnis           | Rang   |
| --------------------------- | ---------- | ------------------------------- | ------------------------- | ------------ | ------------ | ---------------- | ------------------ | -------------------------- | ------------------------- | -------------------- | ------------------ | ---------------------- | ------------------ | ------ |
| Frauen                      |            |                                 |                           |              |              |                  |                    |                            |                           |                      |                    |                        |                    |        |
| An Se-young                 | Einzel     | C. Azurmendi                    | 2:0 (21:13, 21:8)         | 84:30        | 1            | B. Ongbumrungpan | 2:0 (21:15, 21:15) | Chen Y.                    | 0:2 (18:21, 19:21)        | ausgeschieden        | ausgeschieden      | ausgeschieden          | ausgeschieden      | 5–8    |
| An Se-young                 | Einzel     | D. A. Adesokan                  | 2:0 (21:3, 21:6)          | 84:30        | 1            | B. Ongbumrungpan | 2:0 (21:15, 21:15) | Chen Y.                    | 0:2 (18:21, 19:21)        | ausgeschieden        | ausgeschieden      | ausgeschieden          | ausgeschieden      | 5–8    |
| Kim Ga-eun                  | Einzel     | H. Gaitan                       | 2:0 (21:14, 21:9)         | 84:50        | 1            | A. Yamaguchi     | 0:2 (17:21, 18:21) | ausgeschieden              | ausgeschieden             | ausgeschieden        | ausgeschieden      | ausgeschieden          | ausgeschieden      | 9–14   |
| Kim Ga-eun                  | Einzel     | Yeo J. M.                       | 2:0 (21:13, 21:14)        | 84:50        | 1            | A. Yamaguchi     | 0:2 (17:21, 18:21) | ausgeschieden              | ausgeschieden             | ausgeschieden        | ausgeschieden      | ausgeschieden          | ausgeschieden      | 9–14   |
| Lee So-hee Shin Seung-chan  | Doppel     | S. Mapasa / G. Somerville       | 2:0 (21:9, 21:6)          | 144:104      | 1            | —                | —                  | S. Piek / C. Seinen        | 2:0 (21:8, 21:17)         | G. Polii / A. Rahayu | 0:2 (19:21, 17:21) | Kim S.-y. / Kong H.-y. | 0:2 (10:21, 17:21) | 4      |
| Lee So-hee Shin Seung-chan  | Doppel     | M. Fruergaard / S. Thygesen     | 1:2 (21:15, 19:21, 20:22) | 144:104      | 1            | —                | —                  | S. Piek / C. Seinen        | 2:0 (21:8, 21:17)         | G. Polii / A. Rahayu | 0:2 (19:21, 17:21) | Kim S.-y. / Kong H.-y. | 0:2 (10:21, 17:21) | 4      |
| Lee So-hee Shin Seung-chan  | Doppel     | Du Y. / Li Y.                   | 2:0 (21:19, 21:12)        | 144:104      | 1            | —                | —                  | S. Piek / C. Seinen        | 2:0 (21:8, 21:17)         | G. Polii / A. Rahayu | 0:2 (19:21, 17:21) | Kim S.-y. / Kong H.-y. | 0:2 (10:21, 17:21) | 4      |
| Kim So-yeong Kong Hee-yong  | Doppel     | G. Stoewa / S. Stoewa           | 2:1 (21:23, 21:12, 23:21) | 161:158      | 2            | —                | —                  | M. Matsumoto / W. Nagahara | 2:1 (21:14, 14:21, 28:26) | Chen Q. / Jia Y.     | 0:2 (15:21, 11:21) | Lee S.-h. / Shin S.-c. | 2:0 (21:10, 21:17) | Bronze |
| Kim So-yeong Kong Hee-yong  | Doppel     | J. Kititharakul / R. Prajongjai | 2:0 (21:19, 24:22)        | 161:158      | 2            | —                | —                  | M. Matsumoto / W. Nagahara | 2:1 (21:14, 14:21, 28:26) | Chen Q. / Jia Y.     | 0:2 (15:21, 11:21) | Lee S.-h. / Shin S.-c. | 2:0 (21:10, 21:17) | Bronze |
| Kim So-yeong Kong Hee-yong  | Doppel     | Chen Q. / Jia Y.                | 1:2 (21:19, 16:21, 14:21) | 161:158      | 2            | —                | —                  | M. Matsumoto / W. Nagahara | 2:1 (21:14, 14:21, 28:26) | Chen Q. / Jia Y.     | 0:2 (15:21, 11:21) | Lee S.-h. / Shin S.-c. | 2:0 (21:10, 21:17) | Bronze |
| Männer                      |            |                                 |                           |              |              |                  |                    |                            |                           |                      |                    |                        |                    |        |
| Heo Kwang-hee               | Einzel     | T. Lam                          | 2:0 (21:10, 21:15)        | 84:59        | 1            | —                | —                  | K. Cordón                  | 0:2 (13:21, 18:21)        | ausgeschieden        | ausgeschieden      | ausgeschieden          | ausgeschieden      | 5–8    |
| Heo Kwang-hee               | Einzel     | K. Momota                       | 2:0 (21:15, 21:19)        | 84:59        | 1            | —                | —                  | K. Cordón                  | 0:2 (13:21, 18:21)        | ausgeschieden        | ausgeschieden      | ausgeschieden          | ausgeschieden      | 5–8    |
| Choi Sol-gyu Seo Seung-jae  | Doppel     | A. Chia / Soh W. Y.             | 0:2 (22:24, 15:21)        | 130:128      | 2            | ausgeschieden    | ausgeschieden      | ausgeschieden              | ausgeschieden             | ausgeschieden        | ausgeschieden      | ausgeschieden          | ausgeschieden      | 9–12   |
| Choi Sol-gyu Seo Seung-jae  | Doppel     | J. Ho-Shue / N. Yakura          | 2:0 (21:14, 21:8)         | 130:128      | 2            | ausgeschieden    | ausgeschieden      | ausgeschieden              | ausgeschieden             | ausgeschieden        | ausgeschieden      | ausgeschieden          | ausgeschieden      | 9–12   |
| Choi Sol-gyu Seo Seung-jae  | Doppel     | M. Ahsan / H. Setiawan          | 1:2 (22:24, 21:13, 18:21) | 130:128      | 2            | ausgeschieden    | ausgeschieden      | ausgeschieden              | ausgeschieden             | ausgeschieden        | ausgeschieden      | ausgeschieden          | ausgeschieden      | 9–12   |
| Mixed                       |            |                                 |                           |              |              |                  |                    |                            |                           |                      |                    |                        |                    |        |
| Seo Seung-jae Chae Yoo-jung | Doppel     | R. Tabeling / S. Piek           | 2:1 (16:21, 21:15, 21:11) | 131:99       | 2            | —                | —                  | Wang Y. / Huang D.         | 0:2 (9:21, 16:21)         | ausgeschieden        | ausgeschieden      | ausgeschieden          | ausgeschieden      | 5–8    |
| Seo Seung-jae Chae Yoo-jung | Doppel     | A. H. Elgamal / D. Hany         | 2:0 (21:7, 21:3)          | 131:99       | 2            | —                | —                  | Wang Y. / Huang D.         | 0:2 (9:21, 16:21)         | ausgeschieden        | ausgeschieden      | ausgeschieden          | ausgeschieden      | 5–8    |
| Seo Seung-jae Chae Yoo-jung | Doppel     | Z. Siwei / Huang Y.             | 0:2 (14:21, 17:21)        | 131:99       | 2            | —                | —                  | Wang Y. / Huang D.         | 0:2 (9:21, 16:21)         | ausgeschieden        | ausgeschieden      | ausgeschieden          | ausgeschieden      | 5–8    |

### Baseball
| Wettbewerb      | Männer |
| --------------- | --- |
| Athleten        | Cha Woo-chan Cho Sang-woo Choi Won-joon Go Woo-suk Kim Jin-uk Kim Min-woo Ko Young-pyo Lee Eui-lee Oh Seung-hwan Park Se-woong Won Tae-in Kang Min-ho Yang Eui-ji Choi Joo-hwan Hur Kyoung-min Hwang Jae-gyun Kang Baek-ho Kim Hye-seong Oh Jae-il Oh Ji-hwan Kim Hyun-soo Lee Jung-hoo Park Hae-min Park Kun-woo |
| Trainer         | Kim Kyung-moon |
| Gruppenphase    | Israel (6:5) Vereinigte Staaten (2:4) |
| 1. Runde        | Dominikanische Republik (4:3) |
| 2. Runde        | Israel (11:1) |
| Halbfinale      | Japan (2:5) Vereinigte Staaten (2:7) |
| Spiel um Bronze | Vereinigte Staaten (6:10) |
| Platzierung     | 4 |

### Basketball

#### Basketball
| Wettbewerb    | Damen |
| ------------- | --- |
| Athleten      | An He-ji Bae Hye-yoon Han Eom-ji Jin An Kang Lee-seul Kim Dan-bi Kim Jung-eun Park Hye-jin Park Ji-hyun Park Ji-su Shin Ji-hyun Yoon Ye-bin |
| Coach         | Chun Joo-weon |
| Gruppenphase  | Spanien (69–73) Kanada (53–74) Serbien (61–65)                                                                                              |
| Viertelfinale | ausgeschieden |
| Halbfinale    | ausgeschieden |
| Finale        | ausgeschieden |
| Platzierung   | 10. Platz |

### Bogenschießen
Am 24. April 2021 gab Südkorea seine Mannschaft für die Olympischen Spiele bekannt.
| Athleten                            | Wettbewerb | Qualifikation | Qualifikation | 1. Runde    | 1. Runde | 2. Runde         | 2. Runde | Achtelfinale  | Achtelfinale  | Viertelfinale | Viertelfinale | Halbfinale    | Halbfinale    | Finale            | Finale        | Rang  |
| Athleten                            | Wettbewerb | Ringe         | Rang          | Gegner      | Ergebnis | Gegner           | Ergebnis | Gegner        | Ergebnis      | Gegner        | Ergebnis      | Gegner        | Ergebnis      | Gegner            | Ergebnis      | Rang  |
| ----------------------------------- | ---------- | ------------- | ------------- | ----------- | -------- | ---------------- | -------- | ------------- | ------------- | ------------- | ------------- | ------------- | ------------- | ----------------- | ------------- | ----- |
| Frauen                              |            |               |               |             |          |                  |          |               |               |               |               |               |               |                   |               |       |
| Kang Chae-young                     | Einzel     | 675           | 3             | A. Espinosa | 6:0      | W. Martschenko   | 7:1      | Y. Anagöz     | 6:2           | J. Ossipowa   | 1:7           | ausgeschieden | ausgeschieden | ausgeschieden     | ausgeschieden | 5–8   |
| Jang Min-hee                        | Einzel     | 677           | 2             | A. Adam     | 6:0      | M. Nakamura      | 2:6      | ausgeschieden | ausgeschieden | ausgeschieden | ausgeschieden | ausgeschieden | ausgeschieden | ausgeschieden     | ausgeschieden | 17–32 |
| An San                              | Einzel     | 680           | 1             | M. Hourtou  | 6:2      | A. M. dos Santos | 7:1      | R. Hayakawa   | 6:4           | D. Kumari     | 6:0           | M. Brown      | 6:5           | J. Ossipowa       | 6:5           | Gold  |
| Kang Chae-young Jang Min-hee An San | Mannschaft | 2032          | 1             | —           | —        | —                | —        | —             | —             | Italien       | 6:0           | Belarus       | 5:1           | ROC               | 6:0           | Gold  |
| Männer                              |            |               |               |             |          |                  |          |               |               |               |               |               |               |                   |               |       |
| Kim Je-deok                         | Einzel     | 688           | 1             | A. David    | 6:0      | F. Unruh         | 3:7      | ausgeschieden | ausgeschieden | ausgeschieden | ausgeschieden | ausgeschieden | ausgeschieden | ausgeschieden     | ausgeschieden | 17–32 |
| Oh Jin-hyek                         | Einzel     | 681           | 3             | M. Hammed   | 6:0      | A. Das           | 5:6      | ausgeschieden | ausgeschieden | ausgeschieden | ausgeschieden | ausgeschieden | ausgeschieden | ausgeschieden     | ausgeschieden | 17–32 |
| Kim Woo-jin                         | Einzel     | 680           | 4             | M. Balogh   | 6:0      | P. Plihon        | 6:2      | K. A. Mohamad | 6:0           | Tang C.-c.    | 4:6           | ausgeschieden | ausgeschieden | ausgeschieden     | ausgeschieden | 5–8   |
| Kim Je-deok Oh Jin-hyek Kim Woo-jin | Mannschaft | 2049          | 1             | —           | —        | —                | —        | —             | —             | Indien        | 6:0           | Japan         | 5:4           | Chinesisch Taipeh | 6:0           | Gold  |
| Mixed                               |            |               |               |             |          |                  |          |               |               |               |               |               |               |                   |               |       |
| An San Kim Je-deok                  | Mannschaft | 1368          | 1             | —           | —        | —                | —        | Bangladesch   | 6:0           | Indien        | 6:2           | Mexiko        | 5:1           | Niederlande       | 5:3           | Gold  |

### Boxen
| Athleten   | Wettbewerb              | 1. Runde | 1. Runde | Achtelfinale | Achtelfinale | Viertelfinale | Viertelfinale | Halbfinale    | Halbfinale    | Finale        | Finale        | Rang |
| Athleten   | Wettbewerb              | Gegner   | Ergebnis | Gegner       | Ergebnis     | Gegner        | Ergebnis      | Gegner        | Ergebnis      | Gegner        | Ergebnis      | Rang |
| ---------- | ----------------------- | -------- | -------- | ------------ | ------------ | ------------- | ------------- | ------------- | ------------- | ------------- | ------------- | ---- |
| Frauen     |                         |          |          |              |              |               |               |               |               |               |               |      |
| Im Ae-ji   | Federgewicht bis 57 kg  | Freilos  | Freilos  | S. Nicolson  | 1:4          | ausgeschieden | ausgeschieden | ausgeschieden | ausgeschieden | ausgeschieden | ausgeschieden | 9    |
| Oh Yeon-ji | Leichtgewicht bis 60 kg | Freilos  | Freilos  | M. Potkonen  | 1:4          | ausgeschieden | ausgeschieden | ausgeschieden | ausgeschieden | ausgeschieden | ausgeschieden | 9    |

### Fechten
| Athleten                                               | Wettbewerb       | 1. Runde  | 1. Runde | 2. Runde        | 2. Runde      | Achtelfinale  | Achtelfinale  | Viertelfinale      | Viertelfinale | Halbfinale / Klassifikation | Halbfinale / Klassifikation | Finale / Platzierung | Finale / Platzierung | Rang   |
| Athleten                                               | Wettbewerb       | Gegner    | Ergebnis | Gegner          | Ergebnis      | Gegner        | Ergebnis      | Gegner             | Ergebnis      | Gegner                      | Ergebnis                    | Gegner               | Ergebnis             | Rang   |
| ------------------------------------------------------ | ---------------- | --------- | -------- | --------------- | ------------- | ------------- | ------------- | ------------------ | ------------- | --------------------------- | --------------------------- | -------------------- | -------------------- | ------ |
| Frauen                                                 |                  |           |          |                 |               |               |               |                    |               |                             |                             |                      |                      |        |
| Choi In-jeong                                          | Degen Einzel     | Freilos   | Freilos  | A. Murtasajewa  | 11:15         | ausgeschieden | ausgeschieden | ausgeschieden      | ausgeschieden | ausgeschieden               | ausgeschieden               | ausgeschieden        | ausgeschieden        | 17–32  |
| Kang Young-mi                                          | Degen Einzel     | Freilos   | Freilos  | N. Satō         | 14:15         | ausgeschieden | ausgeschieden | ausgeschieden      | ausgeschieden | ausgeschieden               | ausgeschieden               | ausgeschieden        | ausgeschieden        | 17–32  |
| Song Se-ra                                             | Degen Einzel     | Freilos   | Freilos  | K. Holmes       | 15:12         | A. M. Popescu | 6:15          | ausgeschieden      | ausgeschieden | ausgeschieden               | ausgeschieden               | ausgeschieden        | ausgeschieden        | 9–16   |
| Choi In-jeong Kang Young-mi Lee Hye-in Song Se-ra      | Degen Mannschaft | —         | —        | —               | —             | —             | —             | Vereinigte Staaten | 38:33         | China                       | 38:29                       | Estland              | 32:36                | Silber |
| Jeon Hee-sook                                          | Florett Einzel   | Freilos   | Freilos  | R. Azuma        | 11:10         | Chen Q.       | 14:11         | I. Deriglasowa     | 7:15          | ausgeschieden               | ausgeschieden               | ausgeschieden        | ausgeschieden        | 5–8    |
| Choi Soo-yeon                                          | Säbel Einzel     | Freilos   | Freilos  | C. Berder       | 15:11         | A. Márton     | 12:15         | ausgeschieden      | ausgeschieden | ausgeschieden               | ausgeschieden               | ausgeschieden        | ausgeschieden        | 9–16   |
| Kim Ji-yeon                                            | Säbel Einzel     | Freilos   | Freilos  | N. Hafez        | 15:4          | M. Zagunis    | 12:15         | ausgeschieden      | ausgeschieden | ausgeschieden               | ausgeschieden               | ausgeschieden        | ausgeschieden        | 9–16   |
| Yoon Ji-su                                             | Säbel Einzel     | Freilos   | Freilos  | M. Criscio      | 15:11         | Z. Dayibekova | 12:15         | ausgeschieden      | ausgeschieden | ausgeschieden               | ausgeschieden               | ausgeschieden        | ausgeschieden        | 9–16   |
| Choi Soo-yeon Kim Ji-yeon Seo Ji-yeon Yoon Ji-su       | Säbel Mannschaft | —         | —        | —               | —             | Freilos       | Freilos       | Ungarn             | 45:40         | ROC                         | 26:45                       | Italien              | 45:42                | Bronze |
| Männer                                                 |                  |           |          |                 |               |               |               |                    |               |                             |                             |                      |                      |        |
| Kweon Young-jun                                        | Degen Einzel     | Freilos   | Freilos  | B. Verwijlen    | 10:15         | ausgeschieden | ausgeschieden | ausgeschieden      | ausgeschieden | ausgeschieden               | ausgeschieden               | ausgeschieden        | ausgeschieden        | 17–32  |
| Ma Se-geon                                             | Degen Einzel     | R. Petrov | 7:15     | ausgeschieden   | ausgeschieden | ausgeschieden | ausgeschieden | ausgeschieden      | ausgeschieden | ausgeschieden               | ausgeschieden               | ausgeschieden        | ausgeschieden        | 33–36  |
| Park Sang-young                                        | Degen Einzel     | Freilos   | Freilos  | J. Hoyle        | 15:10         | K. Minobe     | 15:6          | G. Siklósi         | 12:15         | ausgeschieden               | ausgeschieden               | ausgeschieden        | ausgeschieden        | 5–8    |
| Kweon Young-jun Ma Se-geon Park Sang-young Song Jae-ho | Degen Mannschaft | —         | —        | —               | —             | Freilos       | Freilos       | Schweiz            | 44:39         | Japan                       | 38:45                       | China                | 45:42                | Bronze |
| Lee Kwang-hyun                                         | Florett Einzel   | Freilos   | Freilos  | K. Borodatschow | 14:15         | ausgeschieden | ausgeschieden | ausgeschieden      | ausgeschieden | ausgeschieden               | ausgeschieden               | ausgeschieden        | ausgeschieden        | 17–32  |
| Gu Bon-gil                                             | Säbel Einzel     | Freilos   | Freilos  | M. Szabo        | 8:15          | ausgeschieden | ausgeschieden | ausgeschieden      | ausgeschieden | ausgeschieden               | ausgeschieden               | ausgeschieden        | ausgeschieden        | 17–32  |
| Kim Jung-hwan                                          | Säbel Einzel     | Freilos   | Freilos  | K. Lochanow     | 15:11         | E. Dershwitz  | 15:9          | K. Ibragimow       | 15:14         | L. Samele                   | 12:15                       | S. Basadse           | 15:11                | Bronze |
| Oh Sang-uk                                             | Säbel Einzel     | Freilos   | Freilos  | A. Mackiewicz   | 15:7          | M. Amer       | 15:9          | S. Basadse         | 13:15         | ausgeschieden               | ausgeschieden               | ausgeschieden        | ausgeschieden        | 5–8    |
| Gu Bon-gil Kim Jung-hwan Kim Jun-ho Oh Sang-uk         | Säbel Mannschaft | —         | —        | —               | —             | Freilos       | Freilos       | Ägypten            | 45:39         | Deutschland                 | 45:42                       | Italien              | 45:26                | Gold   |

### Fußball
| Wettbewerb      | Männer (Spiele/Tore) |
| --------------- | --- |
| Athleten        | Ahn Joon-soo Hwang Ui-jo (4/4) Jeong Seung-won (2/0) Jeong Tae-wook (4/0) Kang Yoon-sung (4/0) Kim Dong-hyun (3/0) Kwon Chang-hoon (4/0) Lee Dong-gyeong (4/2) Lee Dong-jun (4/0) Lee Kang-in (4/3) Lee Sang-min (1/0) Lee You-hyeon (1/0) Park Ji-soo (4/0) Seol Young-woo (3/0) Song Bum-keun (4/0) Song Min-kyu (2/0) Um Won-sang (4/1) Won Du-jae (4/1) |
| Trainer         | Kim Hak-beom |
| P-Akkreditierte | An Chan-gi Kim Jae-woo (3/0) Kim Jin-kyu (3/0) Kim Jin-ya (2/1) |
| Gruppenphase    | Neuseeland (0:1) Rumänien (4:0) Honduras (6:0) |
| Viertelfinale   | Mexiko (3:6) |
| Halbfinale      | ausgeschieden |
| Finale          | ausgeschieden |
| Platzierung     | 5–8 |

### Gewichtheben
| Athleten       | Wettbewerb                    | Reißen  | Reißen | Stoßen                | Stoßen                | Zweikampf | Zweikampf | Rang |
| Athleten       | Wettbewerb                    | Gewicht | Rang   | Gewicht               | Rang                  | Gewicht   | Rang      | Rang |
| -------------- | ----------------------------- | ------- | ------ | --------------------- | --------------------- | --------- | --------- | ---- |
| Frauen         |                               |         |        |                       |                       |           |           |      |
| Ham Eun-ji     | Federgewicht bis 55 kg        | 85 kg   | 9      | 116 kg                | 4                     | 201 kg    | 7         | 7    |
| Kim Su-hyeon   | Halbschwergewicht bis 76 kg   | 106 kg  | 5      | ohne gültigen Versuch | ohne gültigen Versuch | —         | —         | —    |
| Kang Yeoun-hee | Schwergewicht bis 87 kg       | 103 kg  | 9      | 128 kg                | 11                    | 231 kg    | 9         | 9    |
| Lee Seon-mi    | Superschwergewicht über 87 kg | 125 kg  | 3      | 152 kg                | 4                     | 277 kg    | 4         | 4    |
| Männer         |                               |         |        |                       |                       |           |           |      |
| Han Myeong-mok | Federgewicht bis 67 kg        | 147 kg  | 3      | 174 kg                | 4                     | 321 kg    | 4         | 4    |
| Yu Dong-ju     | Mittelschwergewicht bis 96 kg | 160 kg  | 10     | 200 kg                | 8                     | 360 kg    | 8         | 8    |
| Jin Yun-seong  | Schwergewicht bis 109 kg      | 180 kg  | 6      | 220 kg                | 5                     | 400 kg    | 6         | 6    |

### Golf
| Athleten      | Runde 1 | Runde 2 | Runde 3 | Runde 4 | Gesamt | Par | Rang |
| ------------- | ------- | ------- | ------- | ------- | ------ | --- | ---- |
| Frauen        |         |         |         |         |        |     |      |
| Kim Hyo-joo   | 70      | 68      | 70      | 67      | 275    | −9  | 15   |
| Kim Sei-young | 69      | 69      | 68      | 68      | 274    | −10 | 9    |
| Ko Jin-young  | 68      | 67      | 71      | 68      | 274    | −10 | 9    |
| Park In-bee   | 69      | 70      | 71      | 69      | 279    | −5  | 23   |
| Männer        |         |         |         |         |        |     |      |
| Im Sung-jae   | 70      | 73      | 63      | 68      | 274    | −10 | 22   |
| Kim Si-woo    | 68      | 71      | 70      | 67      | 276    | −8  | 32   |

### Handball
Die südkoreanische Handballnationalmannschaft der Frauen qualifizierte sich als Sieger des asiatischen Qualifikationsturniers für die Spiele in Tokio.
| Wettbewerb    | Frauen (Spiele/Tore) |
| ------------- | --- |
| Athleten      | Ju Hui (6/1) Won Seon-pil (6/0) Ryu Eun-hee (6/31) Jeong Jin-hui (6/0) Kim Yun-ji (3/1) Choi Su-min (6/15) Shim Hae-in (6/14) Kang Eun-hye (6/12) Jo Ha-rang (6/13) Gim Bo-eun (6/5) Lee Mi-kyung (6/32) Kang Kyung-min (6/16) Jeong Yu-ra (6/26) Kim Jin-i (6/9) Jung Ji-in (3/2) |
| Trainer       | Kang Jae-won |
| Gruppenphase  | Norwegen (27:39) Niederlande (36:43) Japan (27:24) Montenegro (26:28) Angola (31:31) |
| Viertelfinale | Schweden (30:39) |
| Halbfinale    | ausgeschieden |
| Finale        | ausgeschieden |
| Platzierung   | 8. Platz |

### Judo
| Athleten | Wettbewerb  | 1. Runde            | 1. Runde | 2. Runde  | 2. Runde | Achtelfinale      | Achtelfinale  | Viertelfinale   | Viertelfinale | Halbfinale / Trostrunde | Halbfinale / Trostrunde | Finale / Platz 3 | Finale / Platz 3 | Rang   |
| Athleten | Wettbewerb  | Gegner              | Ergebnis | Gegner    | Ergebnis | Gegner            | Ergebnis      | Gegner          | Ergebnis      | Gegner                  | Ergebnis                | Gegner           | Ergebnis         | Rang   |
| --- | ----------- | ------------------- | -------- | --------- | -------- | ----------------- | ------------- | --------------- | ------------- | ----------------------- | ----------------------- | ---------------- | ---------------- | ------ |
| Frauen |             |                     |          |           |          |                   |               |                 |               |                         |                         |                  |                  |        |
| Kang Yu-jeong | bis 48 kg   | M. Štangar          | 1:10     | —         | —        | ausgeschieden     | ausgeschieden | ausgeschieden   | ausgeschieden | ausgeschieden           | ausgeschieden           | ausgeschieden    | ausgeschieden    | 17     |
| Park Da-sol | bis 52 kg   | T. Cesar            | 11:0     | —         | —        | N. Kusjutina      | 1:0s1         | A. Buchard      | 0:10          | R. Pupp                 | 0:1                     | ausgeschieden    | ausgeschieden    | 7      |
| Kim Ji-su | bis 57 kg   | M. Roper            | 10s2:0   | —         | —        | S. L. Cysique     | 0s2:1         | ausgeschieden   | ausgeschieden | ausgeschieden           | ausgeschieden           | ausgeschieden    | ausgeschieden    | 9      |
| Han Hee-ju | bis 63 kg   | T. Trstenjak        | 0s2:1s1  | —         | —        | ausgeschieden     | ausgeschieden | ausgeschieden   | ausgeschieden | ausgeschieden           | ausgeschieden           | ausgeschieden    | ausgeschieden    | 17     |
| Kim Seong-yeon | bis 70 kg   | A. O. Arrey Sophina | 10:0s1   | —         | —        | M. Polleres       | 0s1:1s2       | ausgeschieden   | ausgeschieden | ausgeschieden           | ausgeschieden           | ausgeschieden    | ausgeschieden    | 9      |
| Yoon Hyun-ji | bis 78 kg   | N. Papadakis        | 10:0     | —         | —        | N. Powell         | 11s1:0s1      | G. Steenhuis    | 10s1:0s3      | M. Malonga              | 0s3:10                  | M. Aguiar        | 0s1:10s1         | 5      |
| Han Mi-jin | über 78 kg  | T. Savelkouls       | 1s1:0s2  | —         | —        | M. Sluzkaja       | 10:0          | İ. Kindzerskaya | 0:11          | K. Sayit                | 0:10                    | ausgeschieden    | ausgeschieden    | 7      |
| Männer |             |                     |          |           |          |                   |               |                 |               |                         |                         |                  |                  |        |
| Kim Won-jin | bis 60 kg   | Freilos             | Freilos  | —         | —        | E. Takabatake     | 10:0s2        | J. Smetow       | 0s1:10s1      | L. Tschchwimiani        | 10:0s2                  | L. Mkheidze      | 0s3:10           | 5      |
| An Ba-ul | bis 66 kg   | Freilos             | Freilos  | —         | —        | I. Sancho         | 10:0          | A. Gomboc       | 10:0s3        | W. Margwelaschwili      | 0s1:1s2                 | M. Lombardo      | 10:0             | Bronze |
| An Chang-rim | bis 73 kg   | Freilos             | Freilos  | F. Basile | 1s1:0s1  | K. Turaev         | 1s1:0s1       | T. Butbul       | 1s1:0s1       | L. Schawdatuaschwili    | 0s3:10s1                | R. Orucov        | 1s2:0s2          | Bronze |
| Lee Sung-ho | bis 81 kg   | Freilos             | Freilos  | N. Elias  | 10s1:0s2 | T. Grigalaschwili | 0:10          | ausgeschieden   | ausgeschieden | ausgeschieden           | ausgeschieden           | ausgeschieden    | ausgeschieden    | 9      |
| Gwak Dong-han | bis 90 kg   | Freilos             | Freilos  | K. Anani  | 10:0     | E. Trippel        | 0:10          | ausgeschieden   | ausgeschieden | ausgeschieden           | ausgeschieden           | ausgeschieden    | ausgeschieden    | 9      |
| Cho Gu-ham | bis 100 kg  | Freilos             | Freilos  | —         | —        | A. Kukolj         | 10s1:0s1      | K.-R. Frey      | 1s2:0s2       | J. Fonseca              | 1s2:0                   | A. Wolf          | 0s2:10s2         | Silber |
| Kim Min-jong | über 100 kg | Freilos             | Freilos  | —         | —        | H. Harasawa       | 0s1:1s2       | ausgeschieden   | ausgeschieden | ausgeschieden           | ausgeschieden           | ausgeschieden    | ausgeschieden    | 9      |
| Mixed |             |                     |          |           |          |                   |               |                 |               |                         |                         |                  |                  |        |
| Kim Ji-su Park Da-sol Han Hee-ju Kim Seong-yeon Han Mi-jin Yoon Hyun-ji An Ba-ul An Chang-rim Gwak Dong-han Lee Sung-ho Cho Gu-ham Kim Min-jong | Mixed Team  | —                   | —        | —         | —        | Mongolei          | 1:4           | ausgeschieden   | ausgeschieden | ausgeschieden           | ausgeschieden           | ausgeschieden    | ausgeschieden    | 9      |

### Kanu

#### Kanurennsport
| Athleten      | Wettbewerb | Vorlauf  | Vorlauf | Viertelfinale | Viertelfinale | Halbfinale | Halbfinale | Finale   | Finale | Rang |
| Athleten      | Wettbewerb | Zeit     | Rang    | Zeit          | Rang          | Zeit       | Rang       | Zeit     | Rang   | Rang |
| ------------- | ---------- | -------- | ------- | ------------- | ------------- | ---------- | ---------- | -------- | ------ | ---- |
| Männer        |            |          |         |               |               |            |            |          |        |      |
| Cho Gwang-hee | K-1 200 m  | 35,738 s | 3       | 35,048 s      | 1             | 36,094 s   | 6          | 36,440 s | 5      | 13   |

### Karate

#### Kata
| Athleten     | Wettbewerb | Ausscheidungsrunde | Ausscheidungsrunde | Platzierungsrunde | Platzierungsrunde | Kampf um Gold / Bronze | Kampf um Gold / Bronze | Kampf um Gold / Bronze | Rang |
| Athleten     | Wettbewerb | Punkte             | Rang               | Punkte            | Rang              | Gegner                 | Punkte                 | Rang                   | Rang |
| ------------ | ---------- | ------------------ | ------------------ | ----------------- | ----------------- | ---------------------- | ---------------------- | ---------------------- | ---- |
| Männer       |            |                    |                    |                   |                   |                        |                        |                        |      |
| Park Hee-jun | Kata       | 25,62              | 3                  | 25,98             | 3                 | A. Sofuoğlu            | 26,14                  | 5                      | 5    |

### Leichtathletik
Laufen und Gehen 
| Athleten          | Wettbewerb  | Runde 1 | Runde 1 | Halbfinale | Halbfinale | Finale    | Finale | Rang |
| Athleten          | Wettbewerb  | Zeit    | Rang    | Zeit       | Rang       | Zeit      | Rang   | Rang |
| ----------------- | ----------- | ------- | ------- | ---------- | ---------- | --------- | ------ | ---- |
| Frauen            |             |         |         |            |            |           |        |      |
| Ahn Seul-ki       | Marathon    | —       | —       | —          | —          | 2:41:11 h | 57     | 57   |
| Choi Kyung-sun    | Marathon    | —       | —       | —          | —          | 2:35:33 h | 34     | 34   |
| Männer            |             |         |         |            |            |           |        |      |
| Oh Joo-han        | Marathon    | —       | —       | —          | —          | DNF       | –      | –    |
| Shim Jung-sub     | Marathon    | —       | —       | —          | —          | 2:20:36 h | 49     | 49   |
| Choe Byeong-kwang | 20 km Gehen | —       | —       | —          | —          | 1:28:12 h | 37     | 37   |

Springen und Werfen
| Athleten       | Wettbewerb     | Qualifikation | Qualifikation | Finale        | Finale        | Rang |
| Athleten       | Wettbewerb     | Weite/Höhe    | Rang          | Weite/Höhe    | Rang          | Rang |
| -------------- | -------------- | ------------- | ------------- | ------------- | ------------- | ---- |
| Männer         |                |               |               |               |               |      |
| Woo Sang-hyeok | Hochsprung     | 2,28 m        | 9             | 2,35 m        | 4             | 4    |
| Jin Min-sub    | Stabhochsprung | 5,50 m        | 19            | ausgeschieden | ausgeschieden | 19   |

### Moderner Fünfkampf
| Athleten      | Wettbewerb | Fechten | Fechten | Schwimmen   | Schwimmen | Reiten  | Reiten | Combined     | Combined | Punkte | Rang   |
| Athleten      | Wettbewerb | Bilanz  | Punkte  | Zeit        | Punkte    | Zeit    | Punkte | Zeit         | Punkte   | Punkte | Rang   |
| ------------- | ---------- | ------- | ------- | ----------- | --------- | ------- | ------ | ------------ | -------- | ------ | ------ |
| Frauen        |            |         |         |             |           |         |        |              |          |        |        |
| Kim Se-hee    | Einzel     | 24+2    | 246     | 2:16,36 min | 278       | 76,09 s | 286    | 13:00,70 min | 520      | 1330   | 11     |
| Kim Sun-woo   | Einzel     | 19+0    | 214     | 2:12,87 min | 285       | 82,26 s | 284    | 13:07,80 min | 513      | 1296   | 17     |
| Männer        |            |         |         |             |           |         |        |              |          |        |        |
| Jun Woong-tae | Einzel     | 21+0    | 226     | 1:57,23 min | 316       | 84,76 s | 289    | 11:01,84 min | 639      | 1470   | Bronze |
| Jung Jin-hwa  | Einzel     | 23+1    | 239     | 1:57,85 min | 315       | 80,20 s | 293    | 11:21,95 min | 619      | 1466   | 4      |

### Radsport

#### Bahn
| Athleten    | Wettbewerb | Qualifikation | Qualifikation | Finals        | Finals        | Rang  |
| Athleten    | Wettbewerb | Zeit          | Rang          | Zeit          | Rang          | Rang  |
| ----------- | ---------- | ------------- | ------------- | ------------- | ------------- | ----- |
| Frauen      |            |               |               |               |               |       |
| Lee Hye-jin | Sprint     | 10,904 s      | 21            | Verliererin   | Verliererin   | 17–24 |
| Lee Hye-jin | Keirin     | + 0,371 s     | 3             | ausgeschieden | ausgeschieden | 19    |

#### Straße
| Athleten   | Wettbewerb    | Zeit      | Rang |
| ---------- | ------------- | --------- | ---- |
| Frauen     |               |           |      |
| Na Ah-reum | Straßenrennen | 4:01:08 h | 38   |

### Reiten

#### Dressurreiten
| Athleten                   | Wettbewerb | Prozent                    | Prozent    | Prozent       | Rang |
| Athleten                   | Wettbewerb | Grand Prix (Qualifikation) | GP Spécial | GP Kür        | Rang |
| -------------------------- | ---------- | -------------------------- | ---------- | ------------- | ---- |
| Kim Dong-seon mit Belstaff | Einzel     | 63,447 %                   | —          | ausgeschieden | 55   |

### Ringen

#### Griechisch-römischer Stil
Legende: G = Gewonnen, V = Verloren, S = Schultersieg
| Athleten     | Wettbewerb        | Qualifikation | Qualifikation | Achtelfinale   | Achtelfinale | Viertelfinale | Viertelfinale | Halbfinale    | Halbfinale    | Hoffnungsrunde Halbfinale | Hoffnungsrunde Halbfinale | Hoffnungsrunde Finale | Hoffnungsrunde Finale | Finale        | Finale        | Rang |
| Athleten     | Wettbewerb        | Gegner        | Ergebnis      | Gegner         | Ergebnis     | Gegner        | Ergebnis      | Gegner        | Ergebnis      | Gegner                    | Ergebnis                  | Gegner                | Ergebnis              | Gegner        | Ergebnis      | Rang |
| ------------ | ----------------- | ------------- | ------------- | -------------- | ------------ | ------------- | ------------- | ------------- | ------------- | ------------------------- | ------------------------- | --------------------- | --------------------- | ------------- | ------------- | ---- |
| Männer       |                   |               |               |                |              |               |               |               |               |                           |                           |                       |                       |               |               |      |
| Ryu Han-su   | Klasse bis 67 kg  | A. Merabet    | G 8:0         | M. I. El-Sayed | V 6:7        | ausgeschieden | ausgeschieden | ausgeschieden | ausgeschieden | ausgeschieden             | ausgeschieden             | ausgeschieden         | ausgeschieden         | ausgeschieden | ausgeschieden | 7    |
| Kim Min-seok | Klasse bis 130 kg | —             | —             | A. Mirzazadeh  | V 0:6        | ausgeschieden | ausgeschieden | ausgeschieden | ausgeschieden | ausgeschieden             | ausgeschieden             | ausgeschieden         | ausgeschieden         | ausgeschieden | ausgeschieden | 14   |

### Rudern
| Athleten      | Wettbewerb | Vorlauf     | Vorlauf | Vorlauf       | Hoffnungslauf | Hoffnungslauf | Hoffnungslauf | Viertelfinale | Viertelfinale | Viertelfinale  | Halbfinale  | Halbfinale | Halbfinale    | Finale      | Finale | Rang |
| Athleten      | Wettbewerb | Zeit        | Platz   | Qualifikation | Zeit          | Platz         | Qualifikation | Zeit          | Platz         | Qualifikation  | Zeit        | Platz      | Qualifikation | Zeit        | Platz  | Rang |
| ------------- | ---------- | ----------- | ------- | ------------- | ------------- | ------------- | ------------- | ------------- | ------------- | -------------- | ----------- | ---------- | ------------- | ----------- | ------ | ---- |
| Frauen        |            |             |         |               |               |               |               |               |               |                |             |            |               |             |        |      |
| Jung Hye-jung | Einer      | 8:12,15 min | 5       | Hoffnungslauf | 8:26,73 min   | 2             | Viertelfinale | 8:38,70 min   | 6             | Halbfinale C/D | 8:06,32 min | 6          | Finale D      | 8:06,13 min | 6      | 24   |

### 7er-Rugby
| Wettbewerb         | Männer |
| ------------------ | --- |
| Athleten           | Han Kun-kyu Kim Hyun-soo Andre Jin Coquillard Chang Yong-heung Lee Seong-bae Kim Nam-uk Jang Jeong-min Jang Seong-min Park Wan-yong Lee Jin-kyu Choi Seong-deok Jeong Yeon-sik Kim Gwong-min |
| Trainer            | Seo Chun-oh |
| Gruppenphase       | Neuseeland (5:50) Australien (5:42) Argentinien (0:56) |
| Viertelfinale      | ausgeschieden |
| Halbfinale         | ausgeschieden |
| Finale             | ausgeschieden |
| Platzierungsspiele | Irland (0:31) Japan (19:31) |
| Platzierung        | 12 |

### Schießen
| Athleten                  | Wettbewerb                               | Qualifikation   | Qualifikation | Finale          | Finale        | Ringe/ Scheiben | Rang   |
| Athleten                  | Wettbewerb                               | Ringe/ Scheiben | Rang          | Ringe/ Scheiben | Rang          | Ringe/ Scheiben | Rang   |
| ------------------------- | ---------------------------------------- | --------------- | ------------- | --------------- | ------------- | --------------- | ------ |
| Frauen                    |                                          |                 |               |                 |               |                 |        |
| Kwon Eun-ji               | Luftgewehr 10 Meter                      | 630,9           | 4             | 145,4           | 7             | 776,3           | 7      |
| Park Hee-moon             | Luftgewehr 10 Meter                      | 631,7           | 2             | 119,1           | 8             | 750,8           | 8      |
| Bae Sang-hee              | Kleinkaliber Dreistellungskampf 50 Meter | 1164            | 20            | ausgeschieden   | ausgeschieden | 1164            | 20     |
| Cho Eun-young             | Kleinkaliber Dreistellungskampf 50 Meter | 1155            | 32            | ausgeschieden   | ausgeschieden | 1155            | 32     |
| Kim Min-jung              | Sportpistole 25 Meter                    | 584             | 8             | 38 (+1)         | 2             | 622             | Silber |
| Kwak Jung-hye             | Sportpistole 25 Meter                    | 579             | 21            | ausgeschieden   | ausgeschieden | 579             | 21     |
| Choo Ga-eun               | Luftpistole 10 Meter                     | 573             | 16            | ausgeschieden   | ausgeschieden | 573             | 16     |
| Kim Bo-mi                 | Luftpistole 10 Meter                     | 570             | 24            | ausgeschieden   | ausgeschieden | 570             | 24     |
| Männer                    |                                          |                 |               |                 |               |                 |        |
| Kim Sang-do               | Luftgewehr 10 Meter                      | 625,1           | 24            | ausgeschieden   | ausgeschieden | 625,1           | 24     |
| Nam Tae-yun               | Luftgewehr 10 Meter                      | 627,2           | 12            | ausgeschieden   | ausgeschieden | 627,2           | 12     |
| Kim Sang-do               | Kleinkaliber Dreistellungskampf 50 Meter | 1164            | 24            | ausgeschieden   | ausgeschieden | 1164            | 24     |
| Han Dae-yoon              | Schnellfeuerpistole 25 Meter             | 585             | 3             | 22              | 4             | 607             | 4      |
| Song Jong-ho              | Schnellfeuerpistole 25 Meter             | DSQ             | DSQ           | DSQ             | DSQ           | DSQ             | DSQ    |
| Jin Jong-oh               | Luftpistole 10 Meter                     | 576             | 15            | ausgeschieden   | ausgeschieden | 576             | 15     |
| Kim Mo-se                 | Luftpistole 10 Meter                     | 579             | 6             | 115,8           | 8             | 694,8           | 8      |
| Lee Jong-jun              | Skeet                                    | 121             | 13            | ausgeschieden   | ausgeschieden | 121             | 13     |
| Mixed                     |                                          |                 |               |                 |               |                 |        |
| Kim Sang-do Park Hee-moon | Luftgewehr 10 Meter                      | 623,3           | 20            | ausgeschieden   | ausgeschieden | 623,3           | 20     |
| Nam Tae-yun Kwon Eun-ji   | Luftgewehr 10 Meter                      | 630,5           | 3             | 417,5 3:9       | 3 4           | —               | 4      |
| Jin Jong-oh Choo Ga-eun   | Luftpistole 10 Meter                     | 575             | 9             | ausgeschieden   | ausgeschieden | 575             | 9      |
| Kim Mo-se Kim Bo-mi       | Luftpistole 10 Meter                     | 573             | 11            | ausgeschieden   | ausgeschieden | 573             | 11     |

### Schwimmen
| Athleten                                               | Wettbewerb          | Vorlauf      | Vorlauf | Halbfinale    | Halbfinale    | Finale        | Finale        | Rang |
| Athleten                                               | Wettbewerb          | Zeit         | Rang    | Zeit          | Rang          | Zeit          | Rang          | Rang |
| ------------------------------------------------------ | ------------------- | ------------ | ------- | ------------- | ------------- | ------------- | ------------- | ---- |
| Frauen                                                 |                     |              |         |               |               |               |               |      |
| Han Da-kyung                                           | 400 m Freistil      | 4:16,49 min  | 21      | —             | —             | ausgeschieden | ausgeschieden | 21   |
| Han Da-kyung                                           | 800 m Freistil      | 8:46,66 min  | 28      | —             | —             | ausgeschieden | ausgeschieden | 28   |
| Han Da-kyung                                           | 1500 m Freistil     | 16:33,59 min | 28      | —             | —             | ausgeschieden | ausgeschieden | 28   |
| Lee Eun-ji                                             | 100 m Rücken        | 1:00,14 min  | 20      | ausgeschieden | ausgeschieden | ausgeschieden | ausgeschieden | 20   |
| Lee Eun-ji                                             | 200 m Rücken        | 2:11,72 min  | 18      | ausgeschieden | ausgeschieden | ausgeschieden | ausgeschieden | 18   |
| An Se-hyeon                                            | 100 m Schmetterling | 59,32 s      | 23      | ausgeschieden | ausgeschieden | ausgeschieden | ausgeschieden | 23   |
| Kim Seo-yeong                                          | 200 m Lagen         | 2:11,54 min  | 15      | 2:11,38 min   | 12            | ausgeschieden | ausgeschieden | 12   |
| Jung Hyun-young Kim Seo-yeong Han Da-kyung An Se-hyeon | 4 × 200 m Freistil  | 8:11,16 min  | 14      | —             | —             | ausgeschieden | ausgeschieden | 14   |
| Männer                                                 |                     |              |         |               |               |               |               |      |
| Hwang Sun-woo                                          | 50 m Freistil       | 22,74 s      | 39      | ausgeschieden | ausgeschieden | ausgeschieden | ausgeschieden | 39   |
| Hwang Sun-woo                                          | 100 m Freistil      | 47,97 s      | 6       | 47,56 s       | 4             | 47,82 s       | 5             | 5    |
| Hwang Sun-woo                                          | 200 m Freistil      | 1:44,62 min  | 1       | 1:45,53 min   | 6             | 1:45,26 min   | 7             | 7    |
| Lee Ho-joon                                            | 400 m Freistil      | 3:53,23 min  | 26      | —             | —             | ausgeschieden | ausgeschieden | 26   |
| Cho Sung-jae                                           | 100 m Brust         | 59,99 s      | 20      | ausgeschieden | ausgeschieden | ausgeschieden | ausgeschieden | 20   |
| Cho Sung-jae                                           | 200 m Brust         | 2:10,17 min  | 19      | ausgeschieden | ausgeschieden | ausgeschieden | ausgeschieden | 19   |
| Lee Ju-ho                                              | 100 m Rücken        | 53,84 s      | 20      | ausgeschieden | ausgeschieden | ausgeschieden | ausgeschieden | 20   |
| Lee Ju-ho                                              | 200 m Rücken        | 1:56,77 min  | 4       | 1:56,93 min   | 11            | ausgeschieden | ausgeschieden | 11   |
| Moon Seung-woo                                         | 100 m Schmetterling | 53,59 s      | 47      | ausgeschieden | ausgeschieden | ausgeschieden | ausgeschieden | 47   |
| Moon Seung-woo                                         | 200 m Schmetterling | 1:58,09 min  | 28      | ausgeschieden | ausgeschieden | ausgeschieden | ausgeschieden | 28   |
| Hwang Sun-woo Kim Woo-min Lee Ho-joon Lee Yoo-yeon     | 4 × 200 m Freistil  | 7:15,03 min  | 13      | —             | —             | ausgeschieden | ausgeschieden | 13   |

### Segeln
| Athleten                  | Wettbewerb      | Qualifikation | Qualifikation | Medal Race    | Medal Race    | Punkte | Rang |
| Athleten                  | Wettbewerb      | Punkte        | Rang          | Punkte        | Rang          | Punkte | Rang |
| ------------------------- | --------------- | ------------- | ------------- | ------------- | ------------- | ------ | ---- |
| Männer                    |                 |               |               |               |               |        |      |
| Cho Won-woo               | Windsurfen RS:X | 167           | 17            | ausgeschieden | ausgeschieden | 167    | 17   |
| Ha Jee-min                | Laser           | 88            | 7             | 10            | 5             | 98     | 7    |
| Park Gun-woo Cho Sung-min | 470er           | 104           | 14            | ausgeschieden | ausgeschieden | 104    | 14   |

### Sportklettern
Da die Asienmeisterschaft 2020 aufgrund von Reisebeschränkungen für die Teilnehmer aufgrund der COVID-19-Pandemie abgesagt wurde, qualifizierten sich ersatzweise Chon Jongwon bei den Männern und Seo Chae-hyun bei den Frauen als jeweils Höchstplatzierte in der Rangliste, die noch nicht qualifiziert waren.
| Athleten      | Wettbewerb             | Qualifikation | Qualifikation | Qualifikation | Qualifikation | Qualifikation | Finale        | Finale        | Finale        | Finale        | Finale        | Rang |
| Athleten      | Wettbewerb             | Speed         | Bouldern      | Schwierigkeit | Punkte        | Rang          | Speed         | Bouldern      | Schwierigkeit | Punkte        | Rang          | Rang |
| ------------- | ---------------------- | ------------- | ------------- | ------------- | ------------- | ------------- | ------------- | ------------- | ------------- | ------------- | ------------- | ---- |
| Frauen        |                        |               |               |               |               |               |               |               |               |               |               |      |
| Seo Chae-hyun | Olympische Kombination | 17            | 5             | 1             | 85            | 2             | 8             | 7             | 2             | 112           | 8             | 8    |
| Männer        |                        |               |               |               |               |               |               |               |               |               |               |      |
| Chon Jongwon  | Olympische Kombination | 5             | 10            | 16            | 800           | 10            | ausgeschieden | ausgeschieden | ausgeschieden | ausgeschieden | ausgeschieden | 10   |

### Taekwondo
| Athleten      | Wettbewerb        | Achtelfinale  | Achtelfinale | Viertelfinale | Viertelfinale | Hoffnungsrunde Halbfinale | Hoffnungsrunde Halbfinale | Halbfinale     | Halbfinale    | Hoffnungsrunde Finale | Hoffnungsrunde Finale | Finale        | Finale        | Rang   |
| Athleten      | Wettbewerb        | Gegner        | Erg.         | Gegner        | Erg.          | Gegner                    | Erg.                      | Gegner         | Erg.          | Gegner                | Erg.                  | Gegner        | Erg.          | Rang   |
| ------------- | ----------------- | ------------- | ------------ | ------------- | ------------- | ------------------------- | ------------------------- | -------------- | ------------- | --------------------- | --------------------- | ------------- | ------------- | ------ |
| Frauen        |                   |               |              |               |               |                           |                           |                |               |                       |                       |               |               |        |
| Sim Jae-young | Klasse bis 49 kg  | O. El-Bouchti | 19:10        | M. Yamada     | 7:16          | ausgeschieden             | ausgeschieden             | ausgeschieden  | ausgeschieden | ausgeschieden         | ausgeschieden         | ausgeschieden | ausgeschieden | 9      |
| Lee Ah-reum   | Klasse bis 57 kg  | C.-l. Lo      | 18:20        | ausgeschieden | ausgeschieden | ausgeschieden             | ausgeschieden             | ausgeschieden  | ausgeschieden | ausgeschieden         | ausgeschieden         | ausgeschieden | ausgeschieden | 11     |
| Lee Da-bin    | Klasse über 67 kg | A. Traoré     | 17:13        | K. Rodríguez  | 23:14         | —                         | —                         | B. Walkden     | 25:24         | —                     | —                     | M. Mandić     | 7:10          | Silber |
| Männer        |                   |               |              |               |               |                           |                           |                |               |                       |                       |               |               |        |
| Jang Jun      | Klasse bis 58 kg  | K. B. Barbosa | 26:6         | A. Vicente    | 24:19         | M. K. Jendoubi            | 19:25                     | ausgeschieden  | ausgeschieden | O. Salim              | 46:16                 | ausgeschieden | ausgeschieden | Bronze |
| Lee Dae-hoon  | Klasse bis 68 kg  | U. Rashitov   | 19:21        | ausgeschieden | ausgeschieden | M. Hosseini               | 30:21                     | ausgeschieden  | ausgeschieden | S. Zhao               | 15:17                 | ausgeschieden | ausgeschieden | 5      |
| In Kyo-don    | Klasse über 80 kg | F. Mansouri   | 13:12        | R. Schaparow  | 10:2          | —                         | —                         | D. Georgievski | 6:12          | I. Trajkovič          | 5:4                   | ausgeschieden | ausgeschieden | Bronze |

### Tennis
| Athleten      | Wettbewerb | 1. Runde  | 1. Runde | 2. Runde      | 2. Runde      | Achtelfinale  | Achtelfinale  | Viertelfinale | Viertelfinale | Halbfinale    | Halbfinale    | Finale / Platz 3 | Finale / Platz 3 |
| Athleten      | Wettbewerb | Gegner    | Ergebnis | Gegner        | Ergebnis      | Gegner        | Ergebnis      | Gegner        | Ergebnis      | Gegner        | Ergebnis      | Gegner           | Ergebnis         |
| ------------- | ---------- | --------- | -------- | ------------- | ------------- | ------------- | ------------- | ------------- | ------------- | ------------- | ------------- | ---------------- | ---------------- |
| Männer        |            |           |          |               |               |               |               |               |               |               |               |                  |                  |
| Kwon Soon-woo | Einzel     | F. Tiafoe | 3:6, 2:6 | ausgeschieden | ausgeschieden | ausgeschieden | ausgeschieden | ausgeschieden | ausgeschieden | ausgeschieden | ausgeschieden | ausgeschieden    | ausgeschieden    |

### Tischtennis
| Athleten                                | Wettbewerb | 1. Runde        | 1. Runde | 2. Runde   | 2. Runde | 3. Runde          | 3. Runde | Achtelfinale            | Achtelfinale  | Viertelfinale            | Viertelfinale | Halbfinale    | Halbfinale    | Finale/Platz 3 | Finale/Platz 3 | Rang  |
| Athleten                                | Wettbewerb | Gegner          | Erg.     | Gegner     | Erg.     | Gegner            | Erg.     | Gegner                  | Erg.          | Gegner                   | Erg.          | Gegner        | Erg.          | Gegner         | Erg.           | Rang  |
| --------------------------------------- | ---------- | --------------- | -------- | ---------- | -------- | ----------------- | -------- | ----------------------- | ------------- | ------------------------ | ------------- | ------------- | ------------- | -------------- | -------------- | ----- |
| Frauen                                  |            |                 |          |            |          |                   |          |                         |               |                          |               |               |               |                |                |       |
| Jeon Ji-hee                             | Einzel     | —               | —        | —          | —        | Yuan Jia Nan      | 4:3      | Liu Jia                 | 4:1           | Mima Itō                 | 0:4           | ausgeschieden | ausgeschieden | ausgeschieden  | ausgeschieden  | 5–8   |
| Shin Yubin                              | Einzel     | Chelsea Edghill | 4:0      | Ni Xialian | 4:3      | Doo Hoi Kem       | 2:4      | ausgeschieden           | ausgeschieden | ausgeschieden            | ausgeschieden | ausgeschieden | ausgeschieden | ausgeschieden  | ausgeschieden  | 17–32 |
| Jeon Ji-hee Shin Yubin Choi Hyo-joo     | Mannschaft | —               | —        | —          | —        | —                 | —        | Polen                   | 3:0           | Deutschland              | 2:3           | ausgeschieden | ausgeschieden | ausgeschieden  | ausgeschieden  | 5–8   |
| Männer                                  |            |                 |          |            |          |                   |          |                         |               |                          |               |               |               |                |                |       |
| Jung Young-sik                          | Einzel     | —               | —        | —          | —        | Panagiotis Gionis | 4:3      | Timo Boll               | 4:1           | Fan Zhendong             | 0:4           | ausgeschieden | ausgeschieden | ausgeschieden  | ausgeschieden  | 5–8   |
| Jang Woo-jin                            | Einzel     | —               | —        | —          | —        | Paul Drinkhall    | 4:1      | Hugo Calderano          | 3:4           | ausgeschieden            | ausgeschieden | ausgeschieden | ausgeschieden | ausgeschieden  | ausgeschieden  | 9–16  |
| Jung Young-sik Jang Woo-jin Lee Sang-su | Mannschaft | —               | —        | —          | —        | —                 | —        | Slowenien               | 3:1           | Brasilien                | 3:0           | China         | 0:3           | Japan          | 1:3            | 4     |
| Mixed                                   |            |                 |          |            |          |                   |          |                         |               |                          |               |               |               |                |                |       |
| Lee Sang-su Jeon Ji-hee                 | Doppel     | —               | —        | —          | —        | —                 | —        | Omar Assar Dina Meshref | 4:1           | Lin Yun-ju Cheng I-ching | 2:4           | ausgeschieden | ausgeschieden | ausgeschieden  | ausgeschieden  | 5–8   |

### Turnen

#### Gerätturnen
| Athleten                             | Wettbewerb           | Qualifikation | Qualifikation | Finale        | Finale        | Rang   |
| Athleten                             | Wettbewerb           | Punkte        | Rang          | Punkte        | Rang          | Rang   |
| ------------------------------------ | -------------------- | ------------- | ------------- | ------------- | ------------- | ------ |
| Frauen                               |                      |               |               |               |               |        |
| Lee Yun-seo                          | Boden                | 12,966        | 30            | ausgeschieden | ausgeschieden | 30     |
| Yeo Seo-jeong                        | Boden                | 12,566        | 54            | ausgeschieden | ausgeschieden | 54     |
| Lee Yun-seo                          | Schwebebalken        | 12,841        | 42            | ausgeschieden | ausgeschieden | 42     |
| Yeo Seo-jeong                        | Schwebebalken        | 10,583        | 87            | ausgeschieden | ausgeschieden | 87     |
| Lee Yun-seo                          | Sprung               | 13,400        | –             | ausgeschieden | ausgeschieden | –      |
| Yeo Seo-jeong                        | Sprung               | 14,800        | 5             | 14,733        | 3             | Bronze |
| Lee Yun-seo                          | Stufenbarren         | 14,333        | 16            | ausgeschieden | ausgeschieden | 16     |
| Yeo Seo-jeong                        | Stufenbarren         | 12,500        | 61            | ausgeschieden | ausgeschieden | 61     |
| Lee Yun-seo                          | Mehrkampf Einzel     | 53,540        | 29            | 51,632        | 21            | 21     |
| Yeo Seo-jeong                        | Mehrkampf Einzel     | 50,649        | 56            | ausgeschieden | ausgeschieden | 56     |
| Männer                               |                      |               |               |               |               |        |
| Kim Han-sol                          | Barren               | 13,666        | 51            | ausgeschieden | ausgeschieden | 51     |
| Lee Jun-ho                           | Barren               | 14,266        | 37            | ausgeschieden | ausgeschieden | 37     |
| Ryu Sung-hyun                        | Barren               | 11,966        | 66            | ausgeschieden | ausgeschieden | 66     |
| Kim Han-sol                          | Boden                | 14,900        | 5             | 13,066        | 8             | 8      |
| Lee Jun-ho                           | Boden                | 13,733        | 36            | ausgeschieden | ausgeschieden | 36     |
| Ryu Sung-hyun                        | Boden                | 15,066        | 3             | 14,233        | 4             | 4      |
| Kim Han-sol                          | Pauschenpferd        | 11,833        | 70            | ausgeschieden | ausgeschieden | 70     |
| Lee Jun-ho                           | Pauschenpferd        | 12,900        | 48            | ausgeschieden | ausgeschieden | 48     |
| Ryu Sung-hyun                        | Pauschenpferd        | 12,900        | 48            | ausgeschieden | ausgeschieden | 48     |
| Kim Han-sol                          | Reck                 | 12,800        | 56            | ausgeschieden | ausgeschieden | 56     |
| Lee Jun-ho                           | Reck                 | 13,366        | 35            | ausgeschieden | ausgeschieden | 35     |
| Ryu Sung-hyun                        | Reck                 | 13,133        | 40            | ausgeschieden | ausgeschieden | 40     |
| Kim Han-sol                          | Ringe                | 13,600        | 35            | ausgeschieden | ausgeschieden | 35     |
| Lee Jun-ho                           | Ringe                | 13,700        | 32            | ausgeschieden | ausgeschieden | 32     |
| Ryu Sung-hyun                        | Ringe                | 13,166        | 54            | ausgeschieden | ausgeschieden | 54     |
| Kim Han-sol                          | Sprung               | 14,333        | 10            | ausgeschieden | ausgeschieden | 10     |
| Lee Jun-ho                           | Sprung               | 14,333        | 11            | ausgeschieden | ausgeschieden | 11     |
| Ryu Sung-hyun                        | Sprung               | 14,500        | –             | ausgeschieden | ausgeschieden | –      |
| Yang Hak-seon                        | Sprung               | 14,366        | 9             | ausgeschieden | ausgeschieden | 9      |
| Shin Jea-hwan                        | Sprung               | 14,866        | 1             | 14,783        | 1             | Gold   |
| Kim Han-sol                          | Mehrkampf Einzel     | 81,032        | 39            | ausgeschieden | ausgeschieden | 39     |
| Lee Jun-ho                           | Mehrkampf Einzel     | 82,398        | 28            | 80,464        | 22            | 22     |
| Ryu Sung-hyun                        | Mehrkampf Einzel     | 80,731        | 41            | ausgeschieden | ausgeschieden | 41     |
| Kim Han-sol Lee Jun-ho Ryu Sung-hyun | Mehrkampf Mannschaft | 244,794       | 11            | ausgeschieden | ausgeschieden | 11     |

### Volleyball
| Wettbewerb      | Frauen |
| --------------- | --- |
| Athletinnen     | Lee So-young Yeum Hye-seon Kim Hee-jin An Hye-jin Park Eun-jin Oh Ji-young Kim Yeon-koung Kim Su-ji Park Jeong-ah Yang Hyo-jin Jeong Ji-yun Pyo Seung-ju |
| Trainer         | Stefano Lavarini |
| Gruppenphase    | Brasilien (0:3) Kenia (3:0) Dominikanische Republik (3:2) Japan (3:2) Serbien (0:3)                                                                      |
| Viertelfinale   | Türkei (3:2) |
| Halbfinale      | Brasilien (0:3) |
| Spiel um Bronze | Serbien (0:3) |
| Platzierung     | 4 |

### Wasserspringen
| Athleten                 | Wettbewerb            | Vorkampf | Vorkampf | Halbfinale    | Halbfinale    | Finale        | Finale        | Rang |
| Athleten                 | Wettbewerb            | Punkte   | Rang     | Punkte        | Rang          | Punkte        | Rang          | Rang |
| ------------------------ | --------------------- | -------- | -------- | ------------- | ------------- | ------------- | ------------- | ---- |
| Frauen                   |                       |          |          |               |               |               |               |      |
| Kim Su-ji                | Kunstspringen 3 m     | 304,20   | 7        | 283,90        | 15            | ausgeschieden | ausgeschieden | 15   |
| Kwon Ha-lim              | Turmspringen 10 m     | 278,00   | 19       | ausgeschieden | ausgeschieden | ausgeschieden | ausgeschieden | 19   |
| Männer                   |                       |          |          |               |               |               |               |      |
| Woo Ha-ram               | Kunstspringen 3 m     | 452,45   | 5        | 403,15        | 12            | 481,85        | 4             | 4    |
| Kim Yeong-nam            | Kunstspringen 3 m     | 286,80   | 28       | ausgeschieden | ausgeschieden | ausgeschieden | ausgeschieden | 28   |
| Woo Ha-ram               | Turmspringen 10 m     | 427,25   | 7        | 374,50        | 16            | ausgeschieden | ausgeschieden | 16   |
| Kim Yeong-taek           | Turmspringen 10 m     | 366,80   | 18       | 374,90        | 15            | ausgeschieden | ausgeschieden | 15   |
| Kim Yeong-nam Woo Ha-ram | Synchronspringen 10 m | —        | —        | —             | —             | 369,12        | 7             | 7    |